# هندسة البرمجيات بالمكونات
هندسة البرمجيات بالمكونات (بالإنجليزية Component-based software engineering) هو أحد فروع هندسة البرمجيات والذي يركّز على فصل الاهتمامات بالنسبة لعديد الوظائف المتوفرة في نظام برمجي ما. إنها مقاربة مبنية على إعادة الاستخدام لتعريف وتمثيل وتأليف مكونات مستقلة ومتباعدة في الأنظمة. هذه الممارسة تهدف إلى التوصل إلى درجة عالية من الفوائد على المديين القصير والبعيد والتي تعود على البرمجية نفسها وأيضاً على المؤسسة التي تتبنى هذا النوع من البرمجيات.
ينظر المختصون في هندسة البرمجيات إلى المكونات على أنها جزء من المنصة الابتدائية في عملية التصميم باستخدام مبادئ البنية الخدمية. المكون يلعب هذا الدور مثلا في خدمة ويب (Web Service)، ومؤخراً، في البنية الخدمية، حيث تُحوّل خدمة الويب (Web Service) المكوّن إلى خدمة وبالتالي فإنه (المكوّن) يرث مزيداً من الخصائص غير المتوفرة في مكوّن عادي.
المكوّنات يمكن لها أن تنتج أو تستهلك أحداثاً ويمكن أن تُستخدم في البنية الحدثية (Event-driven architecture).